# Вили на Андреа Паладио във Венето
Вилите на Паладио във Венето са сред творбите на архитекта Андреа Паладио.
Влизат заедно с град Виченца в Списъка на световното културно и природно наследство на ЮНЕСКО през 1994 г. 

Включват се следните вили:
- Вила Ангарано, Басано дел Грапа
- Вила Бадоер, Фрата Полесине
- Вила Барбаро, Масер
- Вила Калгоно, Калгони
- Вила Ла Ротонда, Виченца
- Вила Киерикати, Гримоло дел Абадезе
- Вила Корнаро, Пиомбино Десе
- Вила Емо, Веделаго
- Вила Forni Cerato, Монтечио Прекалчино
- Вила Фоскари, Мира
- Вила Газоти Гримани, Виченца
- Вила Годи, Лонедо
- Вила Пиовене, Луго Вичентино
- Вила Пизани (Баньоло), Баньоло
- Вила Пизани (Монтаняна) Монтаняна
- Вила Пояна, Пояна Маджоре
- Вила Сарацено, Agugliaro
- Вила Серего, Сан Пиетро ин Кариано
- Вила Тиен, Куийнто Вицентино
- Вила Трисино, Капего
- Вила Трисино Trettenero, Виченца
- Вила Валмарана Scagnolari Zen, Болцано Вичентино
- Вила Валмарана Бресан, Monticello Conte Otto
- Вила Зено, Чезалто